# Sekundomierz

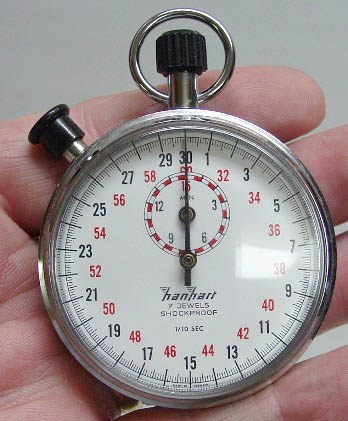
Sekundomierz ręczny

Sekundomierz (popularnie stoper) – przyrząd techniczny typu mechanicznego, podobny do zegarka, wykorzystywany w celu odmierzania małego odcinka czasowego. Ma za zadanie wymierzyć czas z dokładnością do 0,1 ułamka sekundy.
Ma mechanizm umożliwiający jego wyzerowanie. Najpopularniejszy ma zakres odcinka ograniczony do 30 minut. Wykorzystywany jest między innymi w przemyśle, w badaniach naukowych i sporcie.
Obecnie jest wypierany przez dokładniejsze sekundomierze oparte na technice elektronicznej, mikroprocesorowej, mierzące z dużą dokładnością rzędu 
milisekund.